# Майсхофен
Майсхофен (нем. Maishofen) — коммуна (нем. Gemeinde) в Австрии, в федеральной земле Зальцбург. 
Входит в состав округа Целль-ам-Зе.  Население составляет 3102 человека (на 31 декабря 2005 года). Занимает площадь 29,5 км². Официальный код  —  50611.

## Политическая ситуация
Бургомистр коммуны — Франц Эдер (АНП) по результатам выборов 2004 года.
Совет представителей коммуны (нем. Gemeinderat) состоит из 19 мест.
- АНП занимает 11 мест.
- СДПА занимает 7 мест.
- АПС занимает 1 место.